# Myosotis margaritae
Myosotis margaritae är en strävbladig växtart som beskrevs av J. Stepánková. Myosotis margaritae ingår i släktet förgätmigejer, och familjen strävbladiga växter. Inga underarter finns listade i Catalogue of Life.